# Fernando (ur. 1979)
Fernando Maia Batista (ur. 27 maja 1979 roku w Rio de Janeiro) – brazylijski piłkarz, grający na pozycji pomocnika w Pomorzaninie Nowogard. Od 2008 roku posiada także obywatelstwo polskie.
Jest wychowankiem Cruzeiro EC, ale większość swojej piłkarskiej kariery spędził w Polsce, dokąd trafił za sprawą szkółki piłkarskiej Antoniego Ptaka. W sezonie 1997/1998 zdobył mistrzostwo Polski z Łódzkim Klubem Sportowym.
Od roku 2010 gra w Błękitnych Stargard Szczeciński. W 2011 roku trafił do Drawy Drawsko Pomorskie. W roku 2015 przeniósł się do nowogardzkiego klubu Pomorzanin.